# 特設潜水母艦

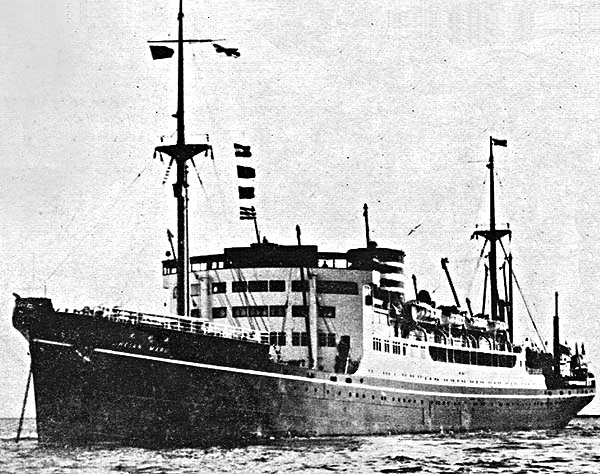
1941年から特設潜水母艦の任に就いた平安丸

特設潜水母艦（とくせつせんすいぼかん）は、海軍が商船を徴用し潜水母艦とした特設艦船のこと。以下は太平洋戦争での日本海軍の状況について記述する。

## 概要
1941年の開戦時、「剣埼」は既に空母への改装工事がされており「大鯨」はまもなく工事開始、その他の正規の潜水母艦は迅鯨型潜水母艦2隻しかなかった。しかもその迅鯨型は大正期の建造であり、その後に潜水艦が大型化したため母艦としての能力は不足していた。そのため母艦任務の多くは民間から徴用された商船を改造した特設潜水母艦が担った。日本海軍では特設潜水母艦に計7隻の商船を徴用したが、いずれも大型の貨客船である。これは物資の補給や、潜水艦乗員の休息場所の提供などに大きな艦内スペースが必要だからである。
実際の設備としては、士官の個室、乗員の休息場所、潜水戦隊司令部の収容設備などが設けられた。当時の潜水艦には風呂の設備がないため入港時にお風呂をもらいに行ったという話が残っている。また食糧や衣服の補給のため糧食庫、冷蔵庫、被服需品庫などが設けられ真水、重油の補給も行った。武器、弾薬の補給も出来、潜水艦の最大の武器である魚雷についても魚雷格納所と魚雷調整所が設置された。例えば「平安丸」の場合、魚雷150本格納、39本が同時調整可能となっている。その他工作設備として機械、木工、鋳物、電気の各工場が設置されていた。また潜水艦への物資補給時に必要となる艦載艇も搭載されていた。
臨戦準備として1940年から徴用が始まり開戦時5隻あった特設潜水母艦も戦争中盤となると輸送船の不足から運送船へ転籍していった。また戦争後半になると潜水艦は内地から直接出撃する機会が増え、潜水艦自体も消耗を重ねていったので潜水母艦の必要もなくなっていった。その間に他の船舶同様に多くが喪失する。特設潜水母艦に籍を置いていた7隻のうち6隻が戦没、建造中に徴用され戦争中に竣工した「筑紫丸」1隻のみが終戦を迎えた。

## 艦艇一覧
靖国丸
日本郵船所属。1940年12月16日徴用。1944年1月31日戦没。
名古屋丸
南洋海運所属。1941年3月1日徴用。1942年4月10日、航空機運搬艦に変更。1944年1月1日戦没。
さんとす丸
大阪商船所属。1941年3月1日徴用。1943年3月15日、運送船に変更。1944年11月25日戦没。
りおでじゃねろ丸
大阪商船所属。1941年3月25日徴用。1943年9月15日、運送船に変更。1944年2月17日戦没。
平安丸
日本郵船所属。1941年10月15日徴用。1944年2月18日戦没。
日枝丸
日本郵船所属。1942年2月15日徴用。1943年10月1日、運送船に変更。1943年11月17日戦没。
筑紫丸
大阪商船所属。1943年3月25日徴用。1945年1月10日、運送船に変更。1945年10月5日大阪商船に返還。